# Аббасов, Мирза Магеррам оглы
Мирза Магеррам оглы Аббасов (азерб. Mirzə Məhərrəm oğlu Abbasov; род. 1 июля 1937, Таузский район, Азербайджанская ССР) — советский азербайджанский металлург, заслуженный рационализатор Азербайджанской ССР (1975). Член ЦК КПСС (1990—1991).

## Биография
Родился 1 июля 1937 года в селе Ашагы-Айыплы Таузского района Азербайджанской ССР (ныне село Эюблу Товузского района).
Окончил сельскохозяйственное училище (1957) и Кировабадский политехнический техникум (1973).
С 1957 года — тракторист колхоза имени Энгельса Таузского района республики. В 1957—1960 годах служил в Советской Армии, в 1960—1961 годах вновь работал трактористом в колхозе. С 1961 года — лентосоединитель прядильного производства Кировабадского текстильного комбината, с 1964 года — ученик аппаратчика, старший аппаратчик Кировабадского алюминиевого завода имени 50-летия СССР, позже — бригадир аппаратчиков-гидрометаллургов Кировабадского (с 1989 года — Гянджинского) глиноземного комбината производственного объединения «Азцветмет». Достиг высоких результатов при выполнении производственных заданий, широко применял на практике и вносил рационализаторские предложения для улучшения производительности труда на заводе. 
Активно участвовал в общественно-политической жизни Советского Союза. Член КПСС с 1972 года. Выдвинут делегатом на XIX Всесоюзную партийную конференцию (1988), делегат XXVIII съезда КПСС (1990), на котором избран членом ЦК.